# Karolina Amalia av Augustenborg
Karolina Amalia av Augustenborg (danska: Caroline Amalie), född 28 juni 1796 i Köpenhamn, död 9 mars 1881 på Amalienborgs slott, var en dansk drottning, gift med Kristian VIII av Danmark. Hon var dotter till Fredrik Kristian II av Holstein-Augustenburg och Lovisa Augusta av Danmark, i sin tur dotter till drottning Caroline Mathilde i hennes förhållande med Struensee.

## Biografi
Karolina Amalia föddes i Danmark och bodde där fram till år 1807.

### Äktenskap
Karolina Amalia gifte sig i maj 1815 med Kristian VIII av Danmark. Äktenskapet var barnlöst. Hennes accepterande av makens otrohet ansågs uppfylla kravet för denna tids idealhustru. Under 1817–1822 gjorde hon med maken flera resor i Europa.

### Drottning
Karolina Amalia blev drottning 1839. Som drottning anklagades hon för att konspirera med sina tyska bröder mot Danmark under konflikten mellan Danmark och Schleswig-Holstein. Hon gav sitt stöd åt Nikolai Frederik Severin Grundtvig och hans klerikala parti. Hon var populär som både drottning och änkedrottning.
Karolina Amalia var intresserad av filantropiskt och socialt arbete: hon grundade bl.a. ett barnhem i Köpenhamn och testamenterade hela sin förmögenhet på 300 000 kronor till detta barnhem. Hon var också kompositör och är känd som författare till flera pianostycken.

## Galleri

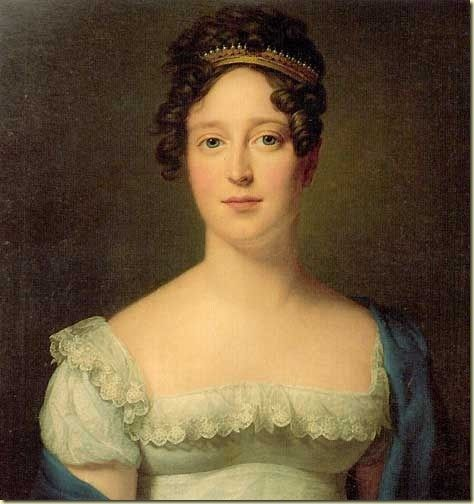
Drottning Karolina Amalia som ung.
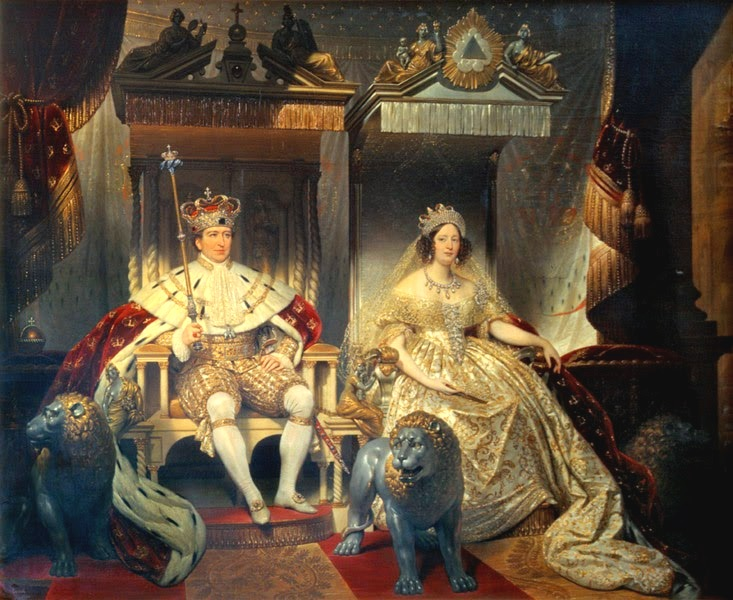
Kung Kristian VIII och drottning Karolina Amalia i kröningskläder
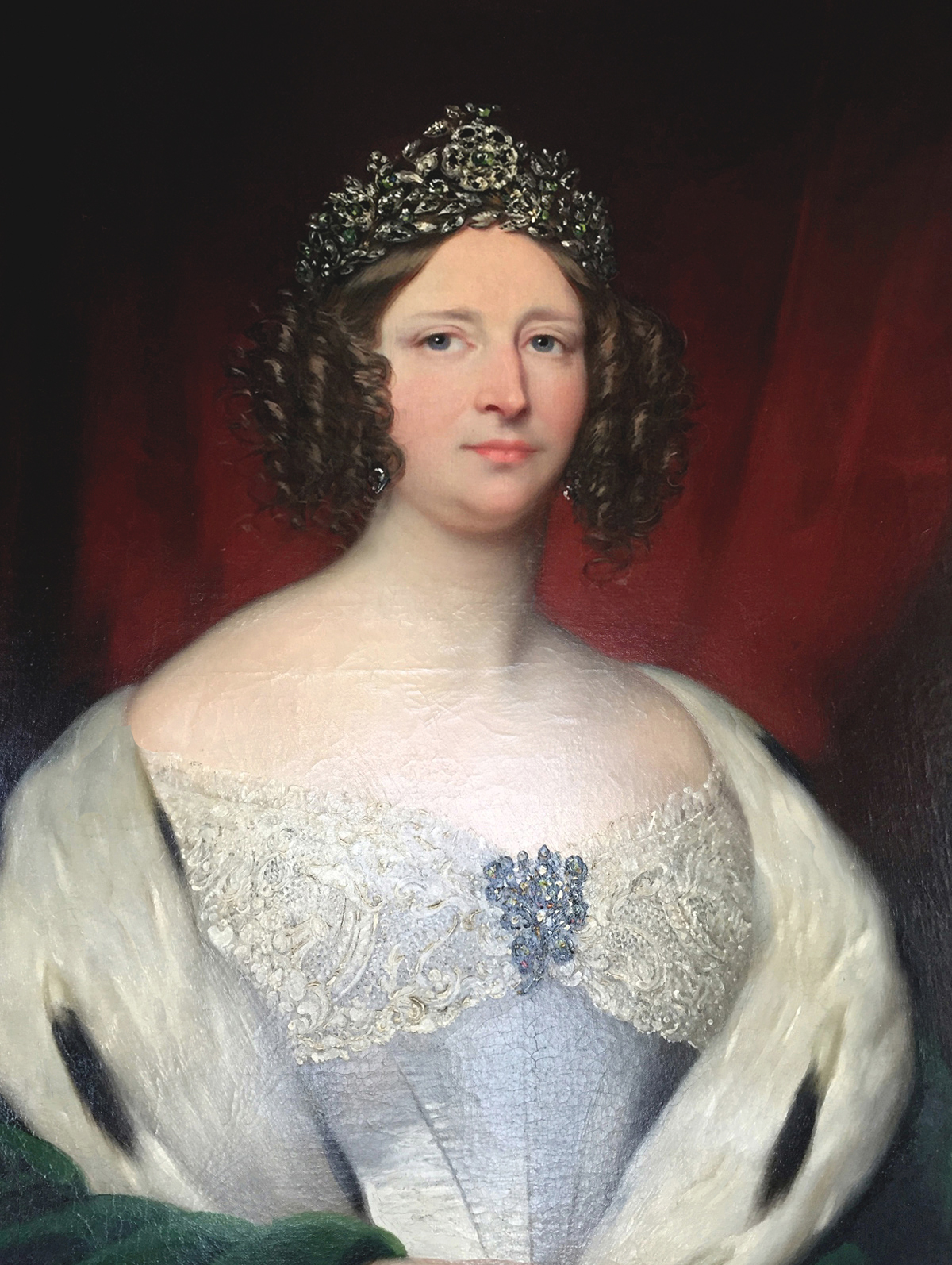
Drottning Karolina Amalia
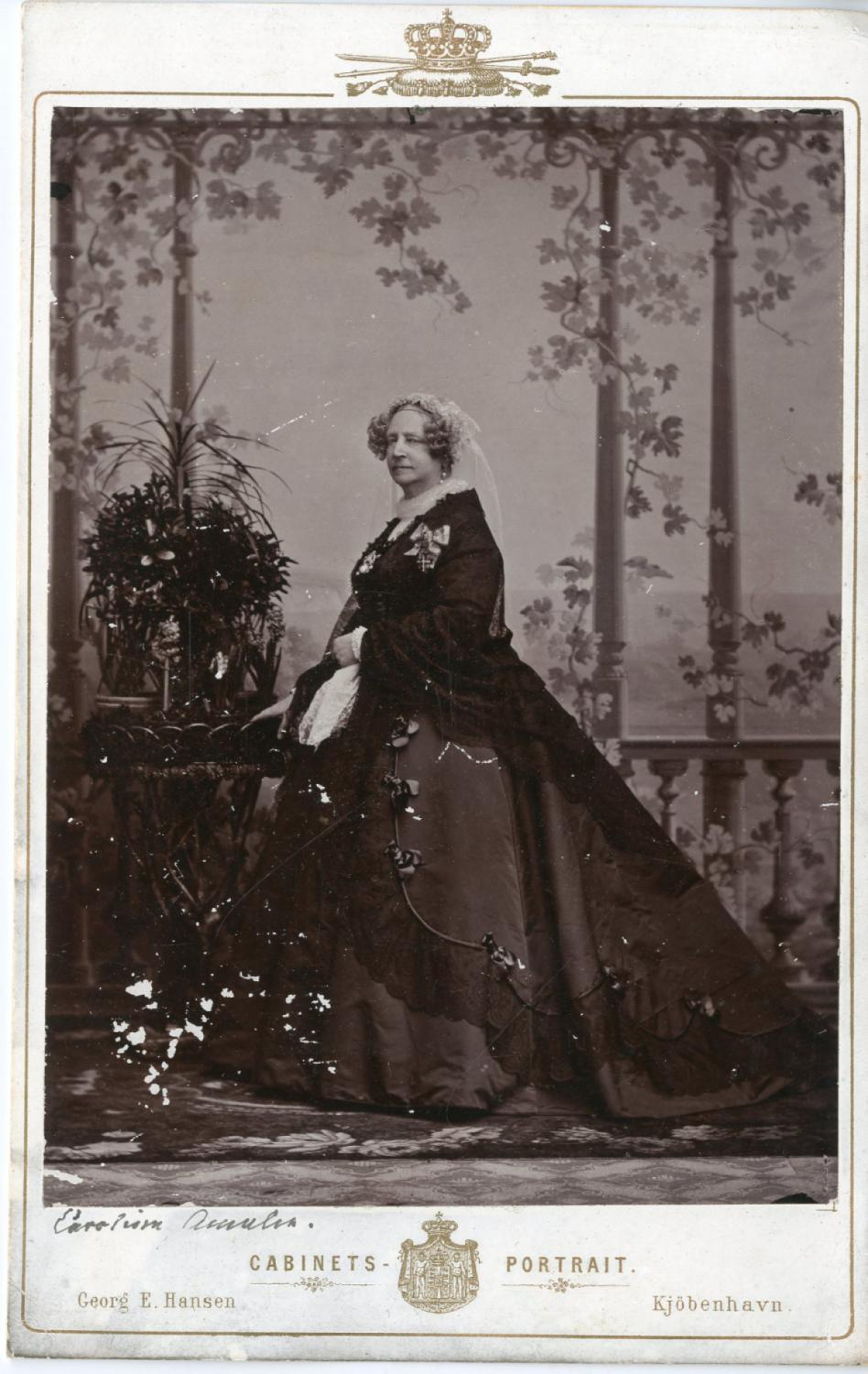
Drottning Karolina Amalia som äldre